# Parco nazionale di Hell's Gate
Il parco nazionale di Hell's Gate (nome ufficiale, in inglese, Hell's Gate National Park) è un'area naturale protetta del Kenya situata nella regione centrale del paese, a nordovest di Nairobi.

## Territorio
Hell's Gate si trova nel distretto di Nakuru, provincia della Rift Valley, circa 74 km a nordovest di Nairobi, nei pressi del lago Naivasha e del vulcano Longonot. Ha una superficie complessiva di 68,25 km². È caratterizzato da una topografia e geologia piuttosto varia, che include formazioni rocciose spettacolari come la Fischer's Tower, la Central Tower e la gola di Hell's Gate (letteralmente "porta dell'inferno") da cui il parco prende il nome. Nella zona del parco ci sono sorgenti d'acqua calda e, presso la località di Olkaria, sorgono tre centrali geotermiche.

## Fauna

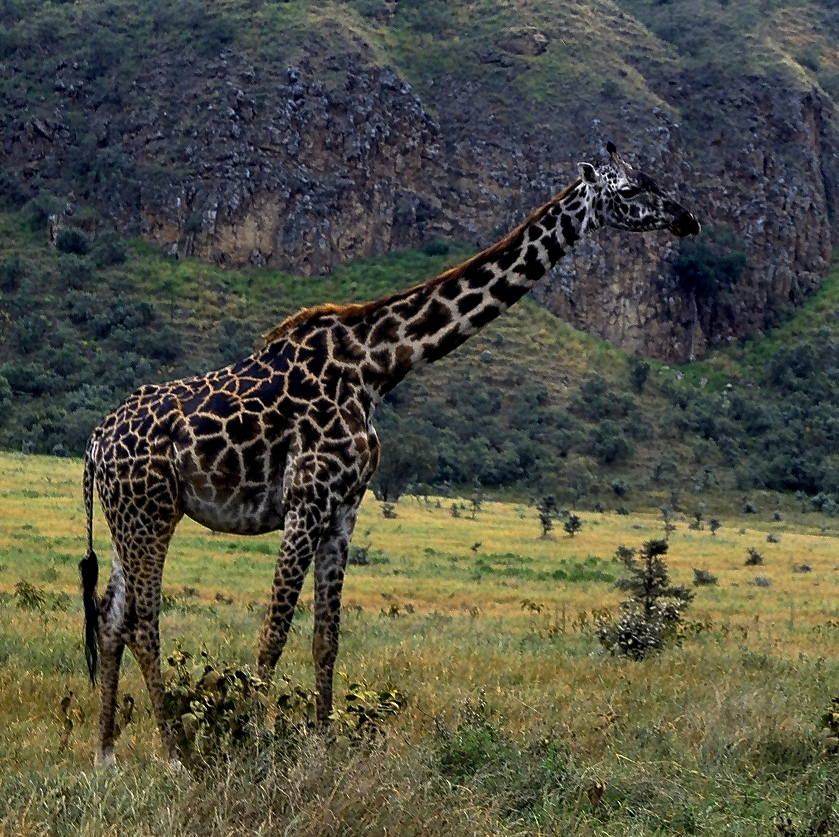
Giraffa masai nel parco di Hell's Gate

## Turismo
Il parco gode di un buon afflusso di visitatori legato soprattutto alla vicinanza di Nairobi (circa 90 minuti in automobile) e ai prezzi moderati dei biglietti di ingresso. Nel parco c'è una discreta fauna, ma non ci sono animali pericolosi; per questo motivo è possibile fare trekking, arrampicata e andare in bicicletta. Nel parco sono dislocati tre campeggi.

## Riferimenti nei media
Si dice che i paesaggi del parco siano stati utilizzati come ispirazione per alcuni degli scenari del film Disney Il re leone. La gola di Hell's Gate è stata usata come ambientazione per una sequenza del film Lara Croft: Tomb Raider - La culla della vita.